# Liste des îles des Palaos
Voici une liste des îles des Palaos.

## Par ordre alphabétique
- Angaur
- Babeldaob
- Fanna
- Hatohobei
- Helen Reef
- Kayangel
- Malakal
- Mecherchar
- Merir
- Ngerchaol
- Ngercheu
- Ngerekebesang
- Ngeruktabel
- Îlot Ongiang
- Peleliu
- Pulo Anna
- Sonsorol
- Urukthapel